# Saulvaux
Saulvaux – miejscowość i gmina we Francji, w regionie Grand Est, w departamencie Moza.
Według danych na rok 1990 gminę zamieszkiwało 126 osób, a gęstość zaludnienia wynosiła 6 osób/km² (wśród 2335 gmin Lotaryngii Saulvaux plasuje się na 919. miejscu pod względem liczby ludności, natomiast pod względem powierzchni na miejscu 155.).